# Herman van Kogelenberg

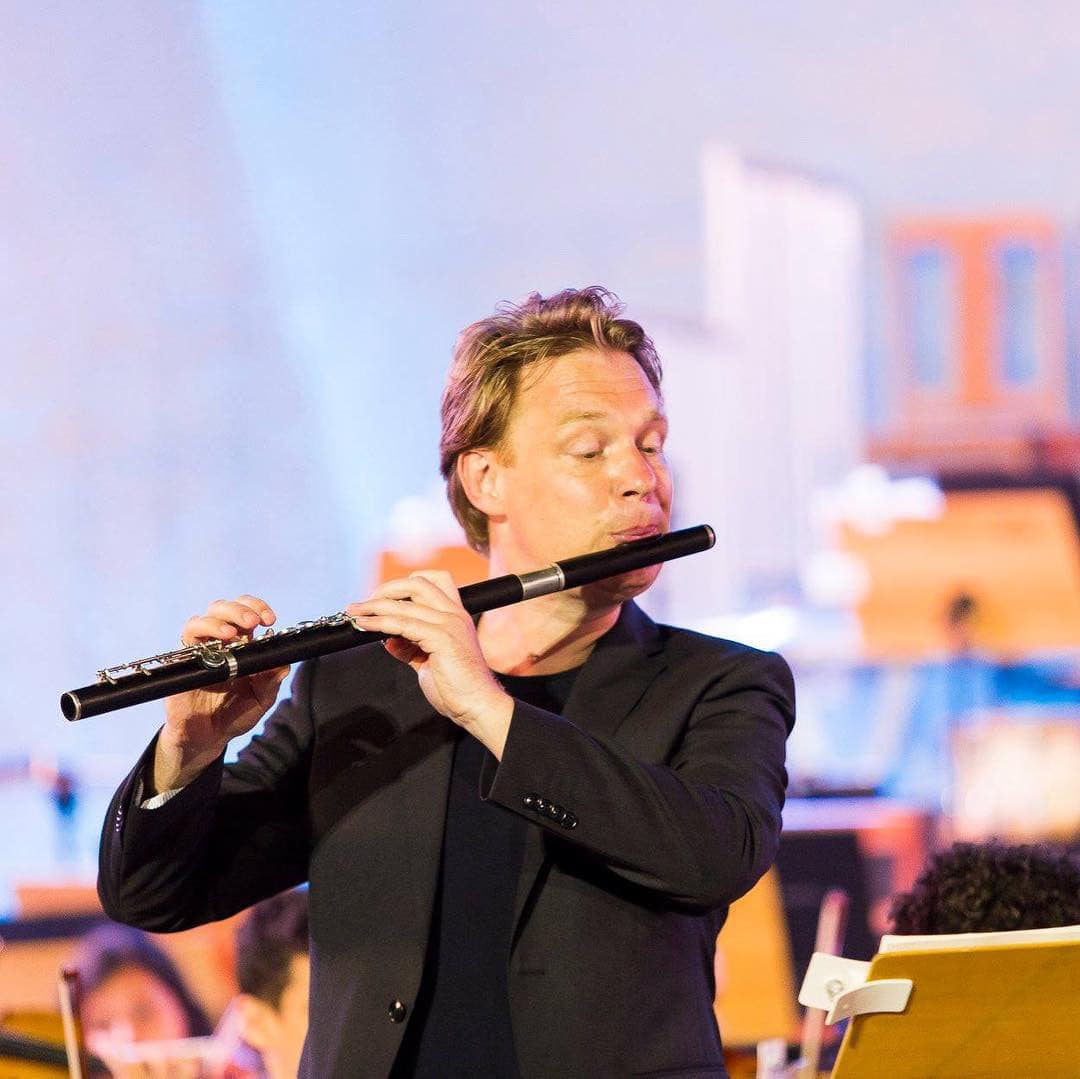
Herman van Kogelenberg

Herman van Kogelenberg is een Nederlands fluitist.
Van Kogelenberg is sinds 2013 solofluitist van de Münchner Philharmoniker. Daarnaast speelde hij van 2003 tot 2010 in het Koninklijk Concertgebouworkest, van 2010 tot 2013 in het Rotterdams Philharmonisch Orkest en van 1999 tot 2004 in het Orchestre Philharmonique Royal de Liège, alwaar hij nog tijdens zijn studie benoemd werd. Tevens is hij sinds 2017 solofluitist van het door Claudio Abbado opgerichte Orchestra Mozart (Bologna). Als gast treedt hij regelmatig op met de Berliner Philharmoniker, het Chamber Orchestra of Europe, Lucerne Festival Orchestra of het Symphonieorchester des Bayerischen Rundfunks.
Hij volgde zijn opleiding bij Willem Tonnaer, Abbie de Quant en Emily Beynon aan de conservatoria van Amsterdam, Utrecht en Den Haag.
Van Kogelenberg was hoofdvakdocent fluit aan het Koninklijk Conservatorium en aan het Rotterdams Conservatorium en geeft regelmatig masterclasses, workshops en soloconcerten over de hele wereld.
Hij was in 1997 medeoprichter van het Farkas Quintet Amsterdam, waarmee hij cd-opnamen maakte van onder andere Haydns Sieben letzte Worte, divers Frans repertoire en (de eerste liveregistratie op cd) Schönbergs Kwintet opus 26.